# 683 (szám)
A 683 (római számmal: DCLXXXIII) egy természetes szám, prímszám.

## A szám a matematikában
A tízes számrendszerbeli 683-as a kettes számrendszerben 1010101011, a nyolcas számrendszerben 1253, a tizenhatos számrendszerben 2AB alakban írható fel.
A 683 páratlan szám, prímszám. Normálalakban a 6,83 · 102 szorzattal írható fel.
Pillai-prím. Wagstaff-prím – (2ⁿ+1)/3 alakú prím, ahol n prímszám.
A 683 négyzete 466 489, köbe 318 611 987, négyzetgyöke 26,13427, köbgyöke 8,80657, reciproka 0,0014641. A 683 egység sugarú kör kerülete 4291,41556 egység, területe 1 465 518,415 területegység; a 683 egység sugarú gömb térfogata 1 334 598 770,3 térfogategység.
A 683 helyen az Euler-függvény helyettesítési értéke 682, a Möbius-függvényé −1.